# 防府市設野球場
防府市設野球場（ほうふしせつやきゅうじょう）は、かつて山口県防府市にあった野球場。別名防府市営球場。1950年前後に地元山口県が本拠地の大洋（現在の横浜DeNA）や隣県・福岡の西鉄（現在の埼玉西武）や広島などが公式戦を行った。
1975年に財団法人が整備した防府スポーツセンター野球場（後に市営に移管、現・キリンレモンスタジアム野球場）が完成したことなどで役目を終えて閉鎖した。現在は隣接する防府競輪場の駐車場となっており、その形状がかつて野球場であったことをうかがわせる。

## プロ野球開催実績

### 1リーグ時代公式戦
- 1948年7月31日 阪急ブレーブス 4-0 急映フライヤーズ 観衆:10,000人　勝：今西錬太郎 敗:吉江英四郎 盗:宮崎剛(急)

### セントラルリーグ公式戦
- 1952年4月9日 大洋ホエールズ 7-9 読売ジャイアンツ 観衆:10,000人　勝:大友工 敗:高野裕良 盗:青田昇,樋笠一夫(巨)
- 1952年7月15日 大洋ホエールズ 9-2 広島カープ 観衆:800人　勝:有村家斉 敗:大田垣喜夫 本:有村家斉(洋)
- 1953年8月20日 広島カープ 10-7 大阪タイガース 観衆:6,000人　勝:川本徳三 敗:三船正俊 本:銭村健四,小鶴誠(広) 盗:吉田義男(阪)
- 1954年4月7日 洋松ロビンス 5-4 大阪タイガース 観衆:3,000人　勝:杉川喜久雄 敗:渡辺省三 本:藤井勇(洋)
- 1957年4月24日 広島カープ 1-2 読売ジャイアンツ 観衆:6,000人　勝:木戸美摸 敗:備前喜夫 盗:土屋正孝(巨)

### パシフィックリーグ公式戦
- 1950年5月19日 西鉄クリッパース 3-1 大映スターズ 観衆:10,000人　勝:野口正明 敗:ビクトル・スタルヒン 本:深見安博(西)
- 1950年10月21日 西鉄クリッパース 8-11 南海ホークス 観衆:4,000人　勝:中谷信夫 敗:木下勇 本:千頭久米夫,川崎徳次(西),蔭山和夫,飯田徳治(南) 盗:島原輝夫,堀井数男(南)

## アクセス
- JR山陽本線 防府駅から徒歩約30分